# Beto (Fußballspieler, 1987)
Alberto Antônio de Paula (* 31. Mai 1987 in Guarulhos), auch als Beto bekannt, ist ein brasilianischer Fußballspieler.

## Karriere
2005 wurde er als bester Juniorenspieler des Jahres ausgezeichnet. Im darauffolgenden Jahr wurde ihm ein Profi Vertrag vom Verein SE Palmeiras angeboten, welchem er annahm. Von 2006 bis 2008 wurde er an die Vereine Ituano FC, AA Ponte Preta, América und CA Bragantino geliehen. Nach Polen wechselte er 2009 für ein halbes Jahr zum Verein Wisła Krakau. Seine nächste Station war der Verein CA Bragantino. Am 17. Dezember 2009 wechselte er zum chinesischen Verein Shanghai Shenxin. Sein Debüt gab er bei der 1:2-Niederlage gegen den Verein Beijing Guoan. Ein Jahr später unterzeichnete er einen Vertrag beim chinesischen Verein Guangzhou R&F, wo er einen Vertrag für sechs Monate unterschrieb.
Von 2012 bis 2018 stand er bei den Vereinen CA Penapolense, Avaí FC, ABC Natal, Botafogo, CA Penapolense , Grêmio Novorizontino, al-Ansar, Al-Jahra SC, Al-Jahra SC und Madura United unter Vertrag. 2018 wurde er an den Verein Perseru Serui geliehen. Seit 2019 steht er beim Verein EC Noroeste unter Vertrag.

## Erfolge
Wisła Krakau
- Ekstraklasa: 2008/09